# Линьи (Дэчжоу)
Линьи́ (кит. упр. 临邑, пиньинь Línyì) — уезд городского округа Дэчжоу провинции Шаньдун (КНР).

## История
Ещё при империи Цинь на южном («иньском») берегу реки Лэйшуй был создан уезд Лэйинь (漯阴县). В эпоху Южных и Северных династий во времена южной династии Сун в 455 году из территории уезда Лэйинь и части территории уезда Чжэсянь (著县) был создан уезд Линьи.
В 1950 году был образован Специальный район Дэчжоу (德州专区) провинции Шаньдун, и уезд вошёл в его состав. В 1956 году Специальный район Дэчжоу был расформирован, и уезд перешёл в состав Специального района Хуэйминь (惠民专区). В 1958 году к уезду Линьи был присоединён уезд Цзиян, а сам уезд Линьи перешёл в состав Специального района Ляочэн (聊城专区). В 1960 году уезд Линьи был передан в состав Специального района Цзыбо (淄博专区).
В 1961 году Специальный район Дэчжоу был воссоздан, и уезд Линьи вернулся в его состав; при этом из него был вновь выделен уезд Цзиян. В 1967 году Специальный район Дэчжоу был переименован в Округ Дэчжоу (德州地区).
Постановлением Госсовета КНР от 17 декабря 1994 года были расформированы город Дэчжоу и округ Дэчжоу, и образован городской округ Дэчжоу.

## Административное деление
Уезд делится на 3 уличный комитета, 8 посёлков и 1 волость.